# Полименакос, Георгиос
Георгиос Полименакос (греч. Γεώργιος Πολυμενάκος; 1 июля 1859, Ареополис,  Мани — 1942, Афины) — греческий офицер, генерал-лейтенант, возглавил Армию Малой Азии на последнем этапе малоазийского похода в 1922 году.

## Биография
Полименакос родился в городе Ареополис, южный Пелопоннес, 1 июля 1859 года.
Поступил в греческую армию 21 июня 1880 года. Был выделен для дальнейшего продвижения по службе и поступил в офицерское училище, которое закончил 22 сентября 1885 года, в звании младшего лейтенанта пехоты.
В звании лейтенанта он принял участие в Греко-турецкой войне 1897 года.
В Первой Балканской войне он был командиром 15-го пехотного полка, который он возглавлял в Эпире и в Битве при Бизани. По окончании войны, полк был переброшен в Македонию, в распоряжение 7-й пехотной дивизии.
Полименакос оставался полковым командиром во Второй Балканской войне против Болгарии, сражаясь в Неврокопе, Прендел Хане и Мехомии.
Будучи умеренным монархистом, он был уволен из армии сторонниками Венизелоса в 1917—1920 годах, но был отозван после поражения Венизелоса на выборах ноября 1920 года.

## Малоазийский поход
С 1919 года, по мандату Антанты, Греция получила контроль на 5 лет (до проведения референдума) малоазийского региона вокруг Смирны, имевшего тогда значительное греческое население. Греческая армия ввязалась здесь в бои с кемалистами. Монархисты победили на выборах, обещая «мы вернём наших ребят домой». Вместо этого, новое правительство продолжило войну.
В 1921 году Полименакос был направлен в Малую Азию командиром III-го армейского корпуса, который он возглавлял в победном для греческого оружия Сражении при Афьонкарахисаре-Эскишехире. При этом, III-й армейский корпус, в составе двух дивизий, совершил 165-и километровый бросок от Прусы до Кютахьи.
Греческая армия преодолела турецкое сопротивление, заняла города Афьонкарахисар, Эскишехир и соединяющую их железнодорожную линию. Но турки, несмотря на их поражение, успели выйти из окружения и произвели стратегический отход на восток за реку Сакарья. Перед греческим руководством встала дилемма. Греция находилась в состоянии войны с 1912 года. Страна была истощена и ждала мира. Армия устала и ждала демобилизации. Именно обещание прекратить войну позволило монархистам выиграть выборы у Э. Венизелоса, несколько месяцев тому назад. Предполагаемая стратегическая окончательная победа обернулась лишь ещё одним тактическим поражением турок. Король Константин I, премьер-министр Димитриос Гунарис и генерал А.Папулас встретились в Кютахье для обсуждения будущего кампании.
Политическая ситуация складывалась не в пользу Греции. Греция была вовлечёна в малоазийский поход по мандату Антанты, но война превращалась в греко-турецкую. Из союзников Италия уже сотрудничала с кемалистами; Франция, обеспечив свои интересы, тоже пошла по этому пути; поддержка Англии носила вербальный характер. Перед греческим руководством стоял выбор из трёх вариантов:
1. уйти из Малой Азии и закрепить за собой Восточную Фракию (сегодняшняя Европейская Турция). Но это означало бросить на произвол судьбы коренное греческое население Ионии.
2. занять оборонную позицию.
3. идти за турками и брать Анкару, ставшую центром турецкого сопротивления. Для этого похода сил у Греции было недостаточно. К тому же часть сил нужно было оставить для контроля за вытянувшимися коммуникациями.

Командование торопилось закончить войну и, не прислушиваясь к голосам сторонников оборонной позиции, приняло решение наступать далее. После месячной подготовки, которая и туркам дала возможность подготовить свою линию обороны, семь греческих дивизий форсировали реку Сакарья и пошли на восток.
Полименакос принял участие в этом походе и в Битве за Анкару. Греческая армия не смогла взять Анкару и в порядке отошла назад за реку Сакарья. Как писал греческий историк Д.Фотиадис «тактически мы победили, стратегически мы проиграли». Монархистское правительство удвоило подконтрольную ему территорию в Малой Азии, но возможностями для дальнейшего наступления не располагало. Одновременно, не решив вопрос с греческим населением региона, правительство не решалось эвакуировать армию из Малой Азии. Фронт застыл на год.
В конце 1921 года Полименакос получил звание генерал-лейтенанта и был назначен командующим северной группы дивизий вокруг Эскишехира.
Будучи командующим Северного сектора фронта, Полименакос был среди офицеров, выразивших протест против проводимой правительством кадровой политики, когда из 28 офицеров получивших звание генерал-лейтенанта, только 10 принимали участие в войне, а остальные были приближёнными трона и отсиживались в Греции.
В марте 1922 года союзники информировали греческое правительство о решении эвакуации греческой армии из Малой Азии. В создавшейся ситуации, командующий Армией Малой Азии А. Папулас предложил правительству, как единственное решение, провозгласить автономию Ионии (запада Малой Азии). Предложение не было принято и Папулас подал в отставку.
В мае 1922 года, после отставки А. Папуласа, Полименакос был в числе трёх кандидатов на его пост, вместе с генерал-лейтенантом Александросом Кондулисом. Но монархистское правительство, не доверяя политическим взглядам Полименакоса, назначило на этот пост Г. Хадзианестиса, «самого ненавистного в армии офицера, из-за его характера». В июне, до начала турецкого наступления, Полименакос подал в отставку, выражая своё несогласие с правительством в ведении войны.
После поражения в августе 1922 года, Хадзианестис ушёл в отставку. В последовавшем хаосе, греческое правительство назначило генерал-лейтенанта Н. Трикуписа его преемником, но Трикупис узнал о своём назначении уже будучи в плену. Монархистское правительство, замалчивая своё фиаско, спешно назначило на этот пост, 24 августа 1922 года, Полименакоса.
Полименакос имел в своём распоряжении ограниченное время, чтобы провести эвакуацию греческих частей из Малой Азии.
Полименакос не принял участие в сентябрьской революции 1922 года, приведшей к отречению короля. Он ушёл в отставку, вместе с другими сторонниками трона, в ноябре 1923 года.
Был отозван на службу на несколько месяцев, в 1927 году, для участия в комиссии рассматривавшей отзыв бывших монархистов на действительную службу.